# Viktor Chanov
Viktor Viktorovich Chanov (para os ucranianos, Viktorovych) - respectivamente, em russo, Виктор Викторович Чанов e, em ucraniano, Віктор Вікторович Чанов (Donets'k, 21 de julho de 1959 - Kiev, 8 de fevereiro de 2017) foi um futebolista ucraniano.

## Carreira
Goleiro, começou a carreira em 1978 no Shakhtar Donets'k, onde já jogava seu irmão mais velho, V'yacheslav, também goleiro. Ambos separaram-se nos anos 80; Viktor foi para o gol do poderoso Dínamo de Kiev, e V'yacheslav rumou para o Torpedo Moscou. Foram convocados juntos para a Copa de 1982, a única vez em que goleiros irmãos foram para uma Copa. Entretanto, ambos ficaram na reserva, tendo sido Rinat Dasayev o titular da Seleção Soviética no mundial.
Viktor conquistaria três campeonatos soviéticos com o Dínamo, participando também do título da Recopa Européia de 1985, quando, na final, jogou com uma mão machucada. 
Pela URSS, foi convocado também para as Copas de 1986 e 1990 e para a Eurocopa de 1988, já sem a companhia do irmão, e continuando na reserva de Dasayev, que, durante a partida contra a Irlanda, lesionou a mão, fazendo com que Viktor entrasse aos 24 minutos do segundo tempo. A única partida que jogou em Copas foi contra o Canadá, na terceira partida da primeira fase do mundial de 1986, quando a União Soviética já estava classificada. 
Despediu-se da seleção em 1990, não chegando a jogar pela Ucrânia quando esta tornou-se independente, e foi para o futebol israelense, onde ficou até 1995, quando, já de volta ao seu país, parou de jogar, no CSKA-Borysfen. Ficou os quatro primeiros jogos sem tomar gols no Maccabi Haifa, o primeiro clube que defendeu no país. Após o encerramento da carreira, foi auxiliar-técnico do CSKA-Borysfen entre 1995 e 1996, chegando a ser treinador do clube após a demissão de Mykhaylo Fomenko. Voltaria ao Dínamo de Kiev em 2006, desta vez como auxiliar-técnico de Anatoliy Demyanenko.
Viktor Chanov morreu aos 57 anos, em 8 de fevereiro de 2017, vitimado por lesões no crânio decorrentes de uma agressão. Ele chegou a passar por cirurgia, mas não resistiu.